# 고기후학

고기후학[古氣候學, paleoclimatology]은 지질시대를 포함하여 장기간에 걸쳐 나타나는 기후를 연구하는 분야이다. 고대 지구의 다양한 환경 및 대기 상황에 대한 연구는 보전되어온 돌, 퇴적물, 빙하, 나이테, 산호, 조개 혹은 미세한 화석을 통해 추측을 통해 이루어진다. 고기후학자들은 앞으로의 기후 변화에 대해 예측하며, 지금까지의 환경 변화 및 생물의 다양성이 오늘날의 환경에 영향을 주었으며, 그 중에서도 가장 중요한 요인은 많은 수의 생물들이 멸종한 것이라 간주한다.

## 참조
1. ↑  Sahney, S. and Benton, M.J. (2008). “Recovery from the most profound mass extinction of all time” (PDF). 《Proceedings of the Royal Society: Biological》 275 (1636): 759–65. doi:10.1098/rspb.2007.1370. PMC 2596898. PMID 18198148.